# Quận Pend Oreille, Washington
Quận Pend Oreille là một quận thuộc tiểu bang Washington, Hoa Kỳ.
Quận này được đặt tên theo. Theo điều tra dân số của Cục điều tra dân số Hoa Kỳ năm 2000, quận có dân số người. Quận lỵ đóng ở Newport.

## Địa lý
Theo Cục điều tra dân số Hoa Kỳ, quận có diện tích 3692 km2, trong đó có 65 km2 là diện tích mặt nước.

### Các xa lộ chính
- U.S. Route 2
- State Route 20
- State Route 31

### Quận giáp ranh
- Quận Boundary, Idaho - đông
- Quận Bonner, Idaho - đông
- Quận Spokane, Washington - nam
- Quận Stevens, Washington - tây